# Radka Stupková
Radka Stupková (* 6. května 1962 Praha) je česká herečka, dabérka a autorka.

## Život
Hudebně dramatický obor vystudovala na Státní konzervatoři Praha (1977–1983). Po ukončení studia byla do roku 1986 v angažmá v příbramském Krajském divadle, od té doby je na volné noze.
Účinkovala a účinkuje na četných pražských divadelních scénách. Za všechny jmenujme Divadlo Na Vinohradech, divadlo Semafor, Divadelní společnost Josefa Dvořáka a Divadelní společnost Starbag.
Ve filmu debutovala v roce 1978 ve snímku režiséra Jiřího Hanibala Leť, ptáku, leť! Od té doby ztvárnila na filmovém plátně řadu rolí, připomeňme alespoň Renátu, Petránkovu dceru (Prodavač humoru, 1984, režie Jiří Krejčík) či Danu (Devět kruhů pekla, 1987, režie Milan Muchna).
Její televizní práce zahrnuje jak herecké role (Stvoření světa (televizní muzikál), 1989, seriály Bambinot, Pojišťovna štěstí, Ordinace v růžové zahradě, Náves, Vyprávěj, Život je ples), tak moderování a komentování pořadů (Písničky z obrazovky, Z rodu Přemyslovců, Jak se staví sen). Objevila se i jako televizní rosnička.
Nejznámější je ovšem díky dabingu, v němž působí nejen jako dabérka, ale i jako textařka a režisérka. Namluvila stovky filmů, svůj hlas propůjčila například Nastassje Kinski či Julii Ormond. V roce 2020 načetla audioknihu Moje rande se světem (vydala Audiotéka).
Je producentkou a uměleckou vedoucí Divadelní společnosti Starbag.

## Filmografie
- 1978 Leť, ptáku, leť!
- 1979 V pozdním dešti
- 1979 Smrt stopařek
- 1981 Víkend bez rodičů
- 1984 Prodavač humoru
- 1984 Láska z pasáže
- 1986 Není sirotek jako sirotek
- 1986 Mladé víno
- 1987 Devět kruhů pekla
- 1988 Lékaři
- 1989 Divoká srdce
- 1991 Discopříběh 2
- 1997 Byl jednou jeden polda II. – Major Maisner opět zasahuje!
- 1998 Čas dluhů
- 2001 Mach, Šebestová a kouzelné sluchátko
- 2001 Jak ukrást Dagmaru
- 2005 Živnostník
- 2010 Anděl

## Divadlo

### Role
- 1981 – 1982 Jiří Brdečka / Jan Rychlík, Vlastimil Hála: Limonádový Joe (muzikál) (Tornádo Lou) – Divadlo Jiřího Wolkera, Praha
- 1984 – 1985 Václav Čtvrtek: Rumcajs (Víla Andulka) – Divadlo Antonína Dvořáka, Příbram
- 1984 – 1985 Maurice Hennequin: Lhářka (Ketty) – Divadlo Antonína Dvořáka, Příbram
- 1984 – 1985 Vladislav Vančura: Josefina (Irena) – Divadlo Antonína Dvořáka, Příbram
- 1984 – 1985 František Ferdinand Šamberk / Karel Hašler: Podskalák (Boženka) – Divadlo Antonína Dvořáka, Příbram
- 1984 – 1985 Bohumil Hrabal: Ostře sledované vlaky (Máša) – Divadlo Antonína Dvořáka, Příbram
- 1984 – 1985 Vladimír Renčín / Jindřich Brabec / Jindřich Brabec: Nejkrásnější válka (Lysistrata) – Divadlo Antonína Dvořáka, Příbram
- 1984 – 1985 Paul Zindel: Vliv gama paprsků na měsíček zahradní (Ruth) – Divadlo Antonína Dvořáka, Příbram
- 1984 – 1985 Federico García Lorca: Dům doni Bernardy Alby (Adéla) – Divadlo Antonína Dvořáka, Příbram
- 1987 Jiří Suchý: Když byla Zuzana sama doma – Divadlo Semafor, Praha
- 1988 Hra o Libuši (Šárka) – Divadlo Jaroslava Průchy, Kladno
- 1988 Eugene O'Neill: Ach, ta léta bláznivá (Bella / Muriel) – Divadlo Semafor, Praha
- 1993 – 2002 Josef Dvořák na motivy hry Voskovce a Wericha: Čochtan vypravuje (Káča) – Divadelní společnost Josefa Dvořáka
- 1999 – 2002 Jiří Suchý: Pré aneb Revue v polepšovně (Pětka) – Divadlo Semafor, Praha
- 2001 Josef Dvořák: Pepino (Apoléna) – Divadelní společnost Josefa Dvořáka
- 2003 – 2004 Jiří Bareš: Romeo a Julie (muzikál) (Kapuletová) – VIVAT Agency s.r.o.
- 2006 – 2010 Ákos Kertész: Kornelovy vdovy (Anna) – Pražské kulturní služby
- 1993 – dosud Alois Jirásek / Josef Dvořák: Lucerna aneb Boj o lípu (Hanička) – Divadelní společnost Josefa Dvořáka
- 2008 – dosud Radka Stupková, Zuzana Kožinová: Nežárli! (Monika) – Divadelní společnost Starbag
- 2011 – dosud J. B. P. Molière / Josef Dvořák: Chudák Harpagon (Čipera) – Divadelní společnost Josefa Dvořáka

### Režie
- 2011 J. B. P. Molière / Josef Dvořák: Chudák Harpagon – společně s Josefem Dvořákem

### Autorka
- 2008 Nežárli! – společně s Zuzanou Kožinovou[1]

## Televize

### Seriály
- 1984 Bambinot
- 1988 Druhý dech
- 1989 Paragrafy na kolech
- 1990 Záhada tří kapitánů
- 1994 Z rodu Přemyslovců
- 2004 Pojišťovna štěstí
- 2005 Ordinace v růžové zahradě
- 2006 Náves
- 2010 3 plus 1 s Miroslavem Donutilem
- 2010 Ach, ty vraždy
- 2012 Vyprávěj
- 2012 Život je ples

### Inscenace
- 1984 Světáci bakalaři
- 1986 Případ pobožné mumie
- 1986 O štěstí a kráse
- 1987 Podivná nevěsta
- 1987 Fantom opery
- 1988 Lotři od Zubaté tety
- 1989 Stvoření světa
- 1992 Danton čili Saturnália
- 1995 Lucerna aneb Boj o lípu

### Moderování a komentáře
- 1993 Písničky z obrazovky
- 1994 Z rodu Přemyslovců
- 2007 – dosud? Jak se staví sen[2]
- 2009 Jak se staví dům

## Dabing

### Dabování

#### Filmy
- 2014 My Little Pony Equestria Girls: Rainbow Rocks
- 2012 Prci, prci, prcičky: Školní sraz – Jennifer Coolidge (Stiflerova máma)
- 2011 Velká vánoční jízda (Bryony) • Tajemný poklad – Marina Orsini (Jeanne) • Taxi, maringotka a korida – Véra Valmont (Myriam)
- 2009 Manhattan [TV Barrandov] – Anne Byrne Hoffman (Emily) • Garfield 3D (Betty/Bonita)
- 2008 Čas, který zbývá – Marie Rivière (Matka) • Holly a její přátelé 1: Oslava s překvapením – Jane Lynch (Joan Hobbie) • Holly a její přátelé 2: Vánoční přání – Jane Lynch (Joan Hobbie) • Holly a její přátelé 3: Tajná dobrodružství – Jane Lynch (Joan Hobbie) • Holly a její přátelé 4: Navždy přátelé – Jane Lynch (Joan Hobbie) • Město ztracených dětí– Odile Mallet (chobotnice) • Nikdy to nevzdávej! – Leslie Hope (Margot Tyler) • P.S. Miluji Tě – Kathy Bates (Patricia) • Svůdné zombie – Carmit Levité (Blavatská) • Tráva [dabing Film+] – Ana Gasteyer (Mae Coleman) • Vexille 2077 (Marie) • Wallace & Gromit: Prokletí králíkodlaka [Nova] – Helena Bonham Carter (Lady Campanula Tottingtonová) • Znovu od začátku [dabing HBO] – Lisa Ann Walter (Kathie) • Duch boje
- 2007 Elsa a Fred [HBO] – Blanca Portillo (Cuca) • Láska a jiné pohromy – Catherine Tate (Tallulah Riggs–Wentworth) • Natankovat, najíst se a vyspat [Nova] – Brooke Adams (Nora) • Orange County [Nova] – Catherine O'Hara (Cindy Beuglerová) • Druhá půlka štěstí [TV film] (Carola) • Superpes
- 2006 Hledáme Ydol [DVD] – Jennifer Coolidge (Martha Kendoová) • Klik – život na dálkové ovládání – Jennifer Coolidge (Janine) • Libertin [DVD] – Claire Higgins (Molly Luscombe) • Nezvaný host [Nova] – Christine Baranski (Connie) • Poldové a zloději [Nova] – Dianne Wiest (Helen Robbersonová) • Pro jedno kousnutí [MGM] – Lauren Hutton (Hraběnka) • Volver – Blanca Portillo (Agustina) • Za plotem – Catherine O'Hara (Penny) • Ztroskotaná láska – Jamie-Lynn Sigler (Alexis Manetti (as Jamie-Lynn DiScala)) • Arturovo pátrání • Garfield 2 (Meenie) • Šarlotina pavučinka (paní Zuckermanová) • Za plotem (Penny)
- 2005 Deník princezny [Nova] – (Sheila Motazová) • Fantom opery – Miranda Richardson (Madame Giry) • Harry Potter a Ohnivý pohár – • Miranda Richardson (Rita Holoubkková) • Podraz [DVD] – Eileen Brennan (Billie) • Válka světů – Miranda Otto (Mary Ann) • Akademie gladiátorů • Králíček Felix a stroj času • Valiant (Maminka) • Zeptej se prachu – Idina Menzel (Vera Rivkin)
- 2004 Bláznivá vánoční dovolená bratrance Eddieho – Miriam Flynn (Catherine Johnsonová) • Italština pro začátečníky – Ann Eleonora Jørgensen (Karen) • Aljoša Popovič a Tugarin Zmej
- 2003 Hollywood v koncích – Téa Leoni (Ellie) • Chicago – Christine Baranski (Mary Sunshineová) • Identita – Leila Kenzle (Alice Yorková) • Klub vyvolených – Embeth Davidtz (Elizabeth) • Odvážný malý toaster [DVD] – Timothy E. Day (Deka) • Solaris – Viola Davis (Gordonová) • Ach, ty ženy • Petr Pan (Zvoněnka)
- 2002 Guru – Christine Baranski (Chantal) • Nejhorší obavy [VHS] – Bridget Moynahan (dr. Cathy Mullerová) • Orange County [VHS] – Catherine O'Hara (Cindy Beuglerová) • Prci, prci, prcičky 2 – Jennifer Coolidge (Stiflerova máma) • Proroctví z temnot – Lucinda Jenney (Denise Smallwood) • Špinavý prachy [VHS] – Famke Janssen (Jessica) • Arnoldovy patálie • Balto 2: Na vlčí stezce [Video] • Bang, bang, seš mrtvej! – Gillian Barber (ředitelka Meyerová)
- 2001 Dívka tvých snů [ČT] – Neus Asensi (Lucia Gandia) • Dohola? – Natasha Richardson (Shelley) • Klub sráčů – Kathy Burke (Perry) • Právo silnějšího – Nia Long (Myra) • Slepičí úlet – Lynn Ferguson (Mac) • Beethoven 4 – Julia Sweeney (Beth Newton)
- 2000 Austin Powers: Špion, který mě vojel – Gia Carides (Robin Swallows) • Černá a bílá [HBO] – Alison Eastwood (Lynn Dombrowsky) • Kdo s koho – Molly Hagan (Diane McAllister) • Jako dým – Pam Grier (Carol) • Jeden svět nestačí – Maria Grazia Cucinotta (Giulietta, dívka s doutníky) • Mystery, Aljaška [VHS] – Mary McCormack (Donna Biebe) • Prci, prci, prcičky – Jennifer Coolidge (Stiflerova matka) • Ruka zabiják – Vivica A. Fox (Debi LeCure) • Lazebník sibiřský – Julia Ormond (Jane) • Titan A.E. (Stith) • Flintstoneovi 2 – Viva Rock Vegas – Kristen Johnston (Wilma Slaghoople) • Hořké sladkosti [Nova] – Nastassja Kinski (Julia Weiland) • Muž z Virginie – Diane Lane (Molly Stark)
- 1999 8 MM – Catherine Keener (Amy Welles) • Blade – Traci Lords (Racquel) • Fakulta – Famke Janssen (slečna Burkeová) • Nejlepší z nejlepších 3 [Prima] – Gina Gershon (Margo Prestonová) • Noc bláznů – Toni Collette (Julie) • Smrtící zóna – Sherilyn Fenn (Marcy Duggan Rice) • Alvin a Chipmunkové: setkání s Frankensteinem
- 1998 Feťačka – Kelly Preston (Rachel) • Tajnosti a lži – Marianne Jean-Baptiste (Hortense Cumberbatch) • Tváří v tvář – Gina Gershon (Sasha Hasslerová) • Hanuman (Alice)
- 1997 Bezmocná – Twink Caplan (profesorka Toby Geistová), Julie Brown (profesorka Stoegerová) • Denní světlo – Amy Brenneman (Madelyne Thompson) • Domů na svátky – Geraldine Chaplin (teta Glady) • Na Hromnice o den více [Nova] – Marita Geraghty (Nancy) • Tango a Cash [Nova] – Teri Hatcher (Katherine 'Kiki' Tangoová) • To je náš hit! – Charlize Theron (Tina) • Zvláštní dny – Angela Bassett (Lornette 'Mace' Mason) • Zachraňte Willyho 3. (Drew)
- 1995 Tom a Huck, The Small One [VHS], Peter and the Wolf [VHS], Willie, the Operatic Whale [VHS], * 1994 Zázrak v New Yorku,The Prince and the Pauper [VHS], * 1993 Mickey's Christmas Carol [VHS], Ben and Me [VHS] * 1992 The Wind in the Willows [VHS], The Legend of Sleepy Hollow [VHS], The Reluctant Dragon: Cartoon shorts [VHS], Bongo The Amazing Circus Bear [VHS], Mickey and the Beanstalk [VHS]

#### Seriály
- 1990 Rajská pláž – Loretta Taylor (Raelee Hill)
- 1991 Dobrodruzi z vesmíru (Cecílie a Flora)
- 1995 První polibky – Christiane Ludot (Marie Girardová)
- 1997 Rozmary lásky – Florence Rouge (Flo)
- 1999 Carův kurýr (Naďa Fedorová)
- 2006 Ztraceni – Kimberley Joseph (Cindy)
- 2008 Roary, závodní auto – (Sisi a Marša)
- 2009 Ghost In The Shell: Stand Alone Complex (major Motoko Kusanagi)
- 2011–2019 Můj malý Pony: Přátelství je magické (Twilight Sparkle)
- 2017 Zhu Zhu

### Produkce

#### Filmy
- 2005 Podraz
- 2005 Špatná výchova

- 2004 Snílci
- 2002 Nejhorší obavy
- 2001 Attila
- 2001 Slepičí úlet

- 2000 Austin Powers: Špion, který mě vojel
- 1999 Ponorka Nautilus

### Dialogy

#### Filmy
- 2008 Nebezpečný cíl
- 2005 Zlatíčko
- 2003 Klub vyvolených
- 2002 Nejhorší obavy

### Režie

#### Filmy
- 2008 Nebezpečný cíl
- 2005 Zlatíčko
- 2002 Sexy bestie

#### Seriály
- 2002 Odvrácená tvář hor